# هيليكونيا
تعتبر الهيليكونيا (Heliconia)، وهو اسم مشتق من الكلمة اليونانية helikonios، عبارة عن جنس يضم 100 إلى 200 نوع من أنواع النباتات الزهرية التي مقرها الأصلي هو المناطق الاستوائية في الأمريكتين وجزر المحيط الهادئ الموجودة إلى الغرب من إندونيسيا. وتوجد العديد من أنواع الهيليكونيا في الغابات المطيرة أو الغابات المطيرة الاستوائية في هذه المناطق. وتشتمل الأسماء الشائعة لهذا الجنس على مخالب جراد البحر (lobster-claws) أو موز الجنة البري (wild plantains) أو طائر الجنة المزيف (false bird-of-paradise). ويشير المصطلح الأخير إلى تشابهها الشديد مع زهور طيور الجنة (Strelitzia). وبشكل إجمالي، تشار إلى هذه النباتات معًا بكل بساطة على أنها تحمل الاسم الهيليكونيا.
ويعد الهيليكونيا جنسًا أحادي النمط الخلوي في عائلة Heliconiaceae، إلا أنها كانت من قبل مضمنة في العائلة Musaceae، والتي تشتمل على الموز (على سبيل المثال موسا (Musa) وإنسيتي (Ensete) وجود (Judd) وغير ذلك، 2007م). ومع ذلك، يؤكد نظام APG لعام 1998م، والنظام التالي له، نظام APG II لعام 2003م، على استقلالية جنس Heliconiaceae ويضعه في ترتيب Zingiberales، في كليد commelinid تحت أحاديات الفلقة.
ويتراوح طول هذه النباتات العشبية بين 0.5 م إلى حوالي 4.5 أمتار (1.5–15 قدمًا) حسب النوع (بيري وكريس (Berry and Kress)، 1991). ويكون طول الأوراق البسيطة في هذه النباتات يتراوح بين 15 إلى 300 سم (6 بوصات-10 أقدام). وهي طويلة ومستطيلة ومتبادلة على نحو مميز، أو نمو كل واحدة منها مقابل الأخرى على سويقات غير خشبية غالبًا ما تكون أطول من الورقة، وغالبًا ما تشكل كتلاً كبيرة مع مرور الوقت. وتنمو زهورها على عناقيد زهرية طويلة أو منتصبة أو متساقطة، وتتكون من قنابات شمعية ذات ألوان براقة، حيث تظهر زهور حقيقية صغيرة من القنابات. وتتشابه عادات النمو الخاصة بنباتات الهيليكونيا مع القنا (Canna) واستيريليتزيا (Strelitzia) والموز، والتي تتصل بها بشكل وثيق. ويمكن أن تأخذ الزهور درجات من اللون الأحمر والبرتقالي والأصفر والأخضر، وتضمها معًا قنابات ذات ألوان براقة. وغالبًا ما تزهر هذه النباتات أثناء فصل المطر. وتحمي هذه القنابات الزهور، وغالبًا ما يقصر شكل الأزهار التلقيح على مجموعة فرعية من طيور الطنان الموجودة في المنطقة (جيلمان وميرو (Gilman and Meerow)، 2007).

## معرض صور

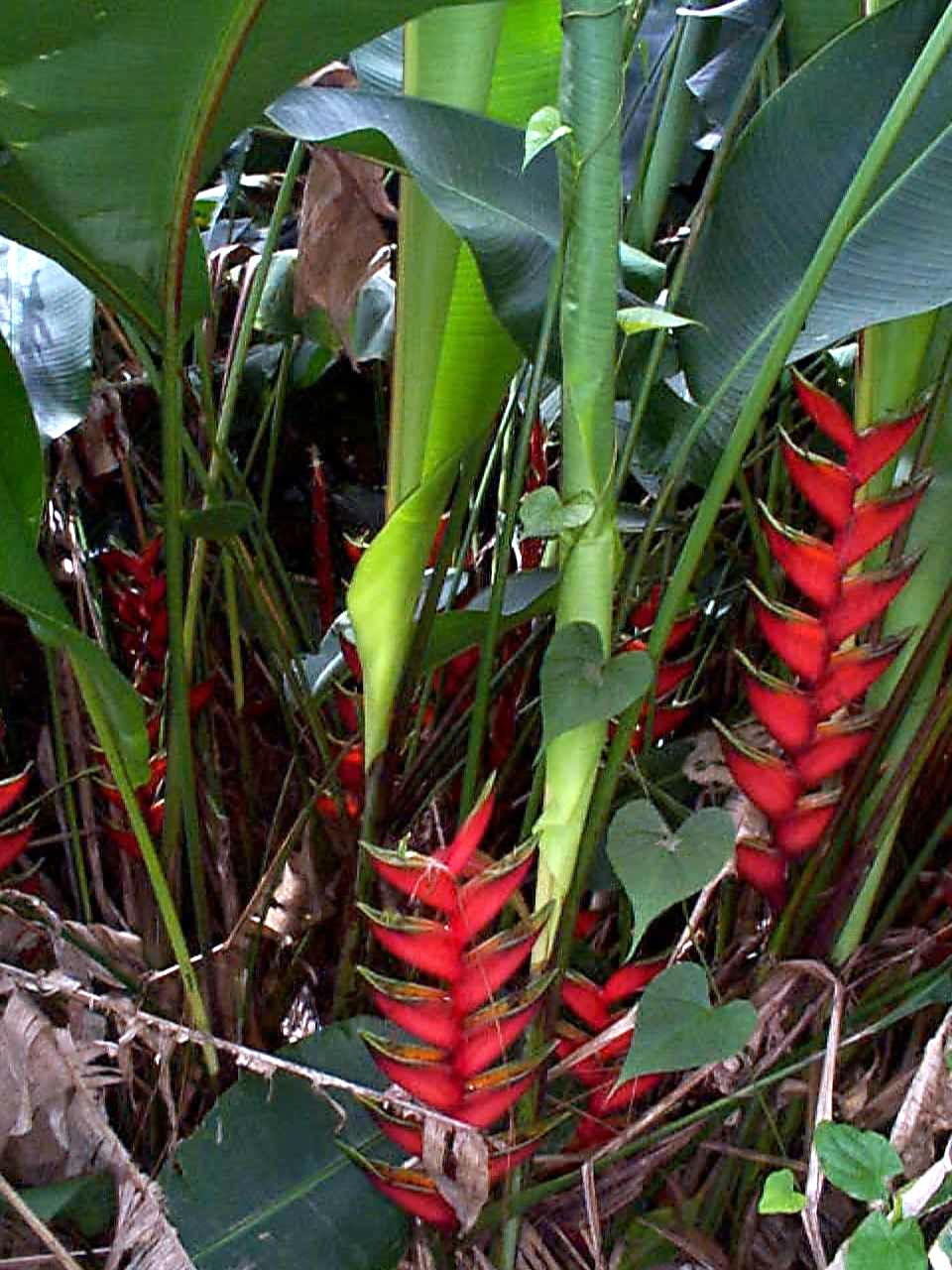
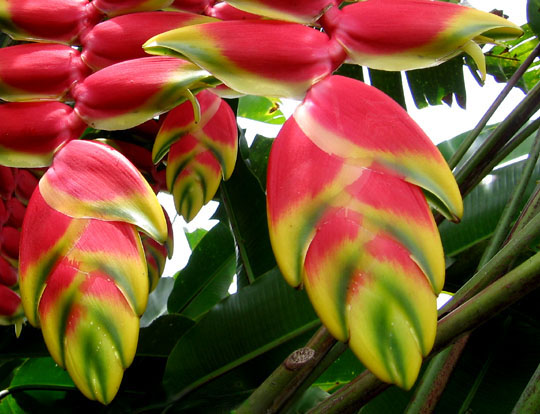
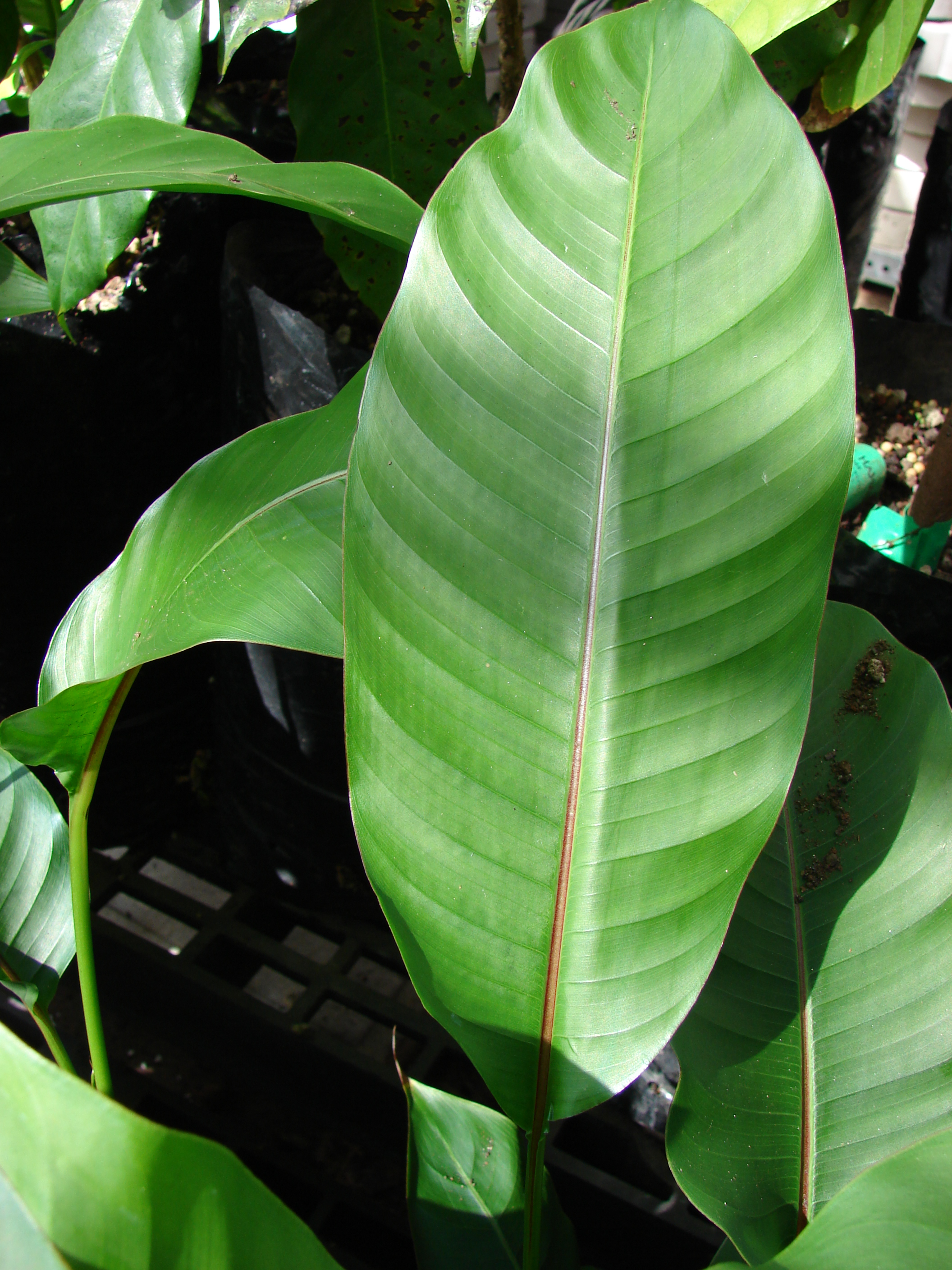
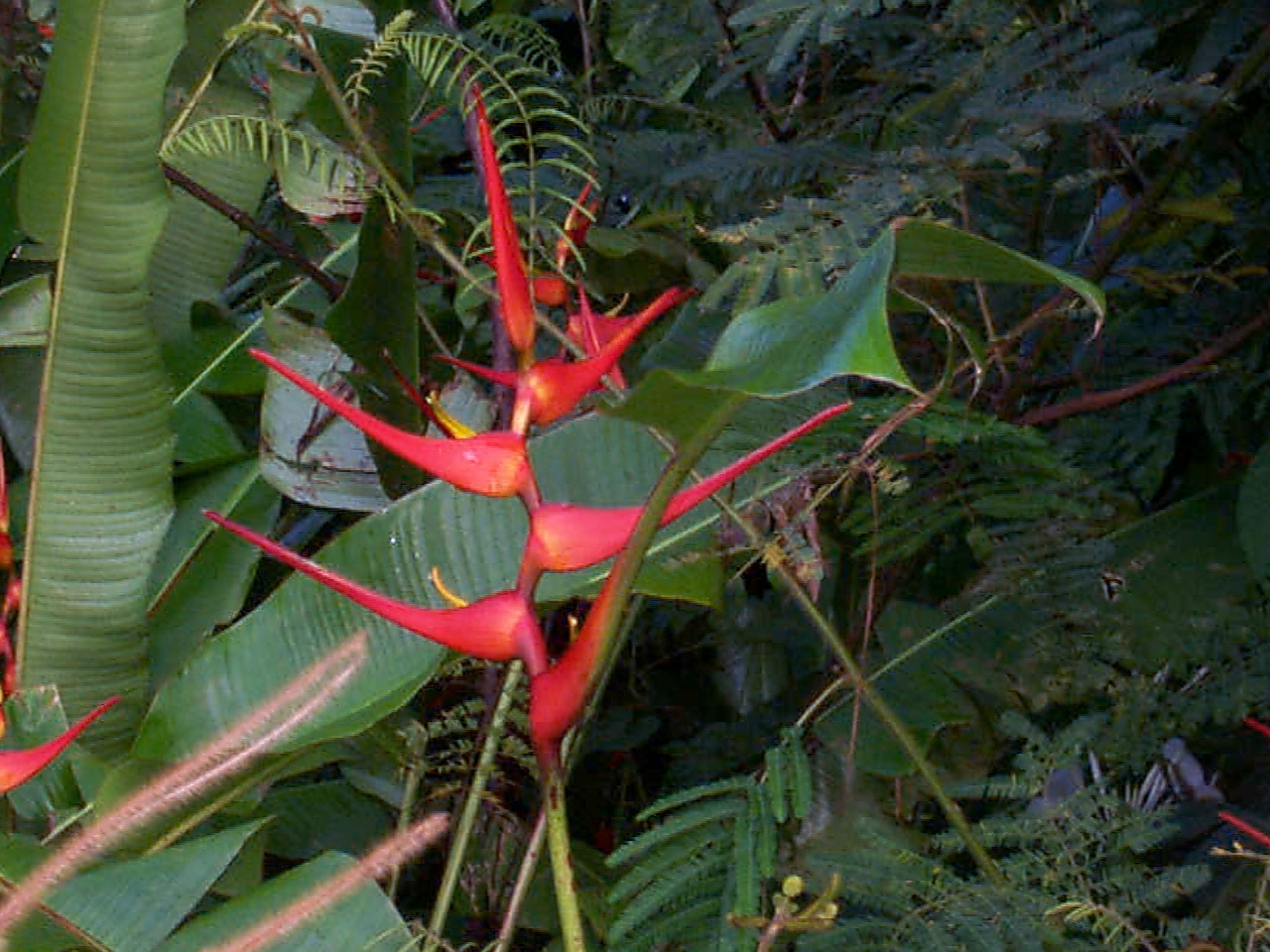

## وصلات خارجية
- Heliconias of Peru (pdf file with scientific name and photos) in Spanish
- Heliconiaceae in L. Watson and M.J. Dallwitz (1992 onwards). The families of flowering plants: descriptions, illustrations, identification, information retrieval. Version: 27 April 2006. http://delta-intkey.com.
- Monocot families (USDA)
- NCBI Taxonomy Browser
- links at CSDL